# Anya Corazon
Anya Corazon (o Corazón, ambas formas, con y sin tilde, han sido usadas a lo largo de los años) es una superheroína ficticia, mitad mexicana y mitad puertorriqueña que aparece en los cómics estadounidenses publicados por Marvel Comics. Creada por el editor en jefe de Marvel, Joe Quesada, la escritora Fiona Avery y el artista Mark Brooks,el personaje hizo su primera aparición en Amazing Fantasy #1 (agosto de 2004) bajo el seudónimo de Araña y más tarde en Young Allies #5 (octubre de 2010) con el nombre clave Spider-Girl (Chica Araña). Ella es la hija latina de un padre puertorriqueño y madre mexicana.
Anya Corazon apareció como un personaje principal en la serie de televisión animada Spider-Man (2017-2020), con la voz de Melanie Minichino.  Versiones de ella aparecen en el largometraje animado Spider-Man: Across the Spider-Verse (2023) como miembros de la Spider-Society de Miguel O'Hara, mientras que Isabela Merced interpretó al personaje en la película de acción real Madame Web (2024), parte del Universo Spider-Man de Sony.

## Historia de publicación
Araña fue creada por el editor Joe Quesada, la escritora Fiona Avery y el artista Mark Brooks, se basa en las ideas que Joseph Michael Straczynski  utilizó en su periodo como escritor de The Amazing Spider-Man. Ella era la estrella en Amazing Fantasy vol. 2 cuando este título fue resucitado en 2004; después de que su historia terminó en el #6 de este título, apareció en su propia serie de doce números, Araña: The Heart of the Spider, a partir de marzo de 2005 como parte de la iniciativa editorial Marvel Next. La siguiente aparición de Anya fue en el título Ms. Marvel como un superhéroe recluta  bajo licencia de la Ley de Registro de Superhumanos.
Ella apareció haciendo equipo con Nomad para combatir el imperio secreto en una historia secundaria en Capitán América #602-605. Cronológicamente, su siguiente aparición fue en el arco argumental «Grim Hunt» de The Amazing Spider-Man; sin embargo, su aparición en la nueva serie Young Allies fue publicada primero.
Protagonizó el cómic mensual Spider-Girl, como la nueva encarnación del personaje titular, el cual debutó el 17 de noviembre de 2010como parte de la historia «Big Time» en The Amazing Spider-Man. Con el cambio de nombre a Spider-Girl se convirtió en el segundo personaje publicado en adoptar este alter ego, aunque dentro del universo ficticio de Marvel, es cronológicamente el primer personaje en usar este nombre. Al mismo tiempo que se anunció la cancelación de esta serie, también se anunció que Spider-Girl tendría una nueva miniserie como parte del crossover Spider-Island. El primer número de la miniserie fue lanzado un mes después del último número de Spider-Girl y, un mes después de que la miniserie terminó, Anya apareció en un número Avengers Academy.
Anya fue uno de los personajes principales del evento Spider-Verse (2014-2015), que dio pie a una miniserie que formó parte de Secret Wars (2015), en la que también participó. Ella fue una de las estrellas del cómic Web Warriors, título de la iniciativa editorial All-New, All-Different Marvel.

## Biografía del Personaje

### Origen
En su primer día en Milton Summers High School en Fort Greene, Brooklyn, Anya Corazón es reclutada por Miguel, un mago de un clan místico llamado The Spider Society para que actúe como su cazadora. Un ritual es realizado en ella al darle un tatuaje con forma de araña que le dota de poderes de araña. WebCorps ofrece a Araña varios trajes, pero Araña decide hacer su propio disfraz. Ella diseña un traje con zapatillas de deporte rojas y azules, pants azules, mochila roja, guantes rojos con muchos bolsillos y grandes gafas de sol de ojos saltones. Como parte de sus poderes un exoesqueleto cubre la mayor parte de su cuerpo como una piel azulada. En lugar de equipos como web-shooters o traqueadores de araña, Araña junta cuerdas con discos que son aproximadamente del tamaño de su palma y que tienen ocho patas rojas capaces de agarrarse a los objetos. Araña lucha contra un Cazador de The Sisterhood of the Wasp, los adversarios de The Spider Society.

### Corazón de la araña
Mientras se interrogaba a un espía de The Sisterhood of the Wasp, Anya y Miguel descubren que la Hermandad ha contratado a un chico de quince años de edad, con nombre en código Amón, un descendiente de asesinos egipcios que cree que es lo suficientemente hábil para no tener que ocultar su identidad. Anya pronto conoce a Amón, que se ha inscrito en su escuela bajo el nombre de Jon Kasiya. Los dos pronto deducen la doble identidad del otro.
Más tarde, durante una pelea con Anya, Miguel, y la Hermandad, Amón le dice que él va a atacar a sus seres queridos si ella se opone a él. Tomando nota de que su padre se encuentra filmando la pelea, Anya se lo lleva a un lugar seguro. En su ausencia, Amón hiere gravemente a Miguel. El encuentro hace a Anya dudar de su deber debido al peligro que representa para sus seres queridos. Sin embargo, en un encuentro casual, Spider-Man llega y, después de discutir sus orígenes y aventuras, le dice: "Un gran poder conlleva una gran responsabilidad", y que en todas las épocas, la gente es llamada para ser héroes.
Poco después, Anya lucha contra Amón y, con rabia, casi lo estrangula a muerte. Ella es detenida por Ted, quien le dice a Amón que corra. Ted le dice que ella había liberado "el Espíritu del Cazador" y le advierte que no lo haga de nuevo sin que Miguel esté con ella. De vuelta en WebCorps, Miguel es revivido al reunirse con Anya, y él le cuenta que la historia de la organización, con el tiempo, se dividirá en las avispas y arañas.
Después de un encuentro con un hombre armado en una cafetería, en la que Anya salva a Lynn y Amón sin revelar su identidad secreta, Amón se compromete a respetar su doble vida y dejar de atacar a sus amigos y familiares.

### La noche del cazador
The Sisterhood of the Wasp recluta a un señor del crimen de la Ciudad de México, Jaime Jade. Jade tiene la habilidad que le permite hipnotizar a otras personas. También estuvo posiblemente implicado en la muerte de la madre de Anya. Miguel evita que Anya vaya tras Jade sola con la promesa de que Anya le puede castigar después. Anya y Amón desarrollan una tregua suelta porque Amón también ha perdido a su padre, así que él investiga acerca de la posible participación de Jade en la muerte de la madre de Anya.
Jade hipnotiza a Anya y la hace luchar contra Miguel, pero con el tiempo se escapa de su control y noquea a Jade. Cuando Jade se despierta, el coche en el que está se encuentra suspendido por una cuerda sobre el río. Él piensa que ella está mintiendo, y le dice: "Pequeña señorita súper héroe no va a querer mi muerte en su conciencia." Ella responde: "No, mi conciencia se siente bien", y suelta la cuerda. Amón llega demasiado tarde, y le dice que Jade no era responsable de la muerte de su madre. Al darse cuenta de que él nunca le admitió nada, y Amón podría no estar mintiendo, ella se sumerge en el agua para salvar a Jade, pero él ya se había escapado.

### Spider-Man / Araña: El Cazador Revelado
En este ejemplar único ella descubre que su exoesqueleto no es una habilidad de ser un cazador, y que de hecho ella jamás ha sido una verdadera cazadora. Al descubrir esto, y estar frente a un monstruo gigantesco convocado por las Avispas, le concede sus habilidades Hunter a Nina y renuncia a las Webcorps. Durante la lucha Miguel es asesinado salvando a Nina de una explosión. Al final, Nina se convierte en campeona elegida por las Webcorps, y Araña es libre para perseguir un nuevo destino.

### Civil War
Los héroes pro-registro han encargado a Ms. Marvel y Wonder Man encontrar a Anya, convencerla para registrarse, y entrenarla. Después de frustrar un intento de robo Anya y su padre son tomados en custodia, donde el Sr. Corazón aprende de las super habilidades de Anya. Él está orgulloso de dejarla entrenar con Ms. Marvel y Wonder Man. La formación de Anya será esencialmente acompañar a Wonder Man y Ms. Marvel en misiones y jugar el papel de "sidekick". Anya les acompaña a la Stark Tower, donde se obliga a sí misma a una reunión con Iron Man, y luego en una misión para capturar a Shroud y Arachne. Arachne se escapa, pero Shroud es capturado y llevado a S.H.I.E.L.D. a custodia. Un equipo de ataque dirigido por Ms. Marvel y Wonder Man llega a la casa de los padres de Arachne para tomarla bajo custodia. Después de una batalla entre los héroes, Arachne es arrestada y separada por la fuerza de su hija Rachel. Anya está profundamente conmovida por la terrible experiencia, y afirma que si el ser un héroe significa la separación de una madre de su hijo, ella no quiere saber nada al respecto. Sin embargo, ella sigue siendo parte de la fuerza de ataque pro-registro.
Antes de una batalla con Doomsday Man, Ms. Marvel pide a Anya el ir a buscar ayuda si ella deja de hacer contacto con ella después de un tiempo determinado. Finalmente, Anya se une a la batalla, y Doomsday Man le arranca su exoesqueleto, hiriéndola severamente. A pesar de que se recupera con el tiempo, su exoesqueleto se ha ido. Su padre lleva a cabo una orden de restricción para mantener a Ms. Marvel lejos de ella, aunque Anya visita secretamente Ms. Marvel para decirle que ella no tiene la culpa de lo que pasó. Poco después, Anya deja su trabajo, y se enfrenta a Arachne, quien se enfurece y exige saber el paradero de su hija. Anya logra someterla, pero opta por acompañar a Ms. Marvel y Arachne en su intento de encontrar a la hija de Arachne, a pesar de que eso significa violar la orden de alejamiento que su padre ha puesto en contra de Ms. Marvel.
Anya se mete en una pelea con su padre por tratarla como a una niña después de que él la acusa de ver a Ms. Marvel. Ella le dice que al menos Carol le está mostrando cómo crecer. Ella es capturada más tarde por soldados chilenos, quienes la entregan a Puppet Master; que se añade a una colección de héroes femeninos que incluyen Stature, Dusk, Tigra, y Silverclaw. Durante una batalla con el equipo de Ms. Marvel, Anya es parcialmente sometida por Machine Man y Sleepwalker, y se resiste a la orden de Puppet Master de matar a Ms. Marvel, a quien ella ve como una figura materna.

### Grim Hunt
Durante la caza de la familia Kraven por "Arañas", Anya es un objetivo para sacrificio. Spider-Man, Julia Carpenter, Madame Web, y Kaine vienen en su ayuda. A pesar de su ayuda, Anya es noqueada y capturada junto con Julia y Madame Web. Spider-Man se las arregla para liberarlas y ella le ayuda a derribar a Kravinoffs. Después de la experiencia, Julia, quien recibió los poderes de Madame Web, decide dar a Anya su viejo traje, a pesar de que Anya no tiene poderes. Ella se refiere como Spider-Girl, muy a su disgusto.

### Young Allies
Araña fue vista haciendo equipo con el nuevo Nomad (Rikki Barnes) para investigar el Secret Empire. Aunque la información que Araña obtuvo de su padre resultó ser una trampa, la pareja se relacionó, y compartieron sus identidades secretas. Tanto ella como Rikki decidieron unirse al grupo de superhéroes Young Allies.
Anya se une al grupo de superhéroes Young Allies, junto con su amiga Rikki Barnes a pesar de no tener poderes. Durante la primera historia del equipo, Anya y Rikki son secuestradas por un grupo de supervillanos adolescentes conocidos como Bastards of Evil. Los villanos enlazan un canal de video de las heroínas atadas y amordazadas en las televisiones, computadoras y teléfonos celulares en toda la ciudad de Nueva York, con la intención de ejecutar a las niñas con el fin de construir su reputación. Después de tener la cinta aislante rasgando su boca por Aftershock la hija de Electro, Anya divide inteligentemente a los villanos informándoles que Aftershock ha mentido acerca de su parentesco con el fin de conseguir un lugar en los Bastards. Con sus captores distraídos, Anya y Rikki se fugan y finalmente derrota a los Bastards una vez que el resto de los Young Allies llegan.

### Spider-Girl
Anya acepta el apodo de "Spider-Girl" y comienza a operar sola, a pesar de que con frecuencia se relaciona con sus excompañeros de equipo de Young Allies como Rikki Barnes, así como Spider-Man y la Mujer Invisible. Cuando muere el padre de Anya inicialmente cree que Red Hulk es responsable y lucha contra él. Con el tiempo el la convence de que él no mató a su padre, sino que él también era un objetivo del atentado. Con el tiempo es capaz de detener a la organización que asesinó a su padre, y en el tiempo intermedio luchó contra Ana Kravinoff, el nuevo Duende, y Screwball.
Más tarde, Young Allies y varios miembros de la Avengers Academy son secuestrados por Arcade. Anya logra escapar, y trabaja con Reptil para rescatar a los restantes. Los dos adolescentes empiezan a coquetear el uno con el otro, y Anya termina dando a Reptil su número de teléfono una vez que Arcade es derrotado.
Durante Miedo encarnado, Anya, X-23, Amadeus Cho, Power Man, y Thunderstrike son teletransportados a una estación en el medio del Océano Pacífico, donde pelean contra hombres samurai tiburón. Más tarde, Anya y los Young Allies son casi derrotados por Hydro-Man hasta que Spider-Man aparece.

### Spider-Island
Durante Spider-Island ella es atacada por The Sisterhood of the Wasp. Ella termina consiguiendo un inusual aliado en el Hobgoblin que luego la lleva volando a ver a Kingpin. Cuando Spider-Girl pregunta por qué Kingpin quiere su ayuda, Kingpin revela que él y sus hombres han desarrollado poderes de araña y han terminado como blanco de The Sisterhood of the Wasp. Él le dice a Spider-Girl, donde es que ha encontrado el cuartel central de las Wasps. Spider-Girl rechaza su ayuda y trata de obtener la ayuda de Young Allies y otros héroes, pero están demasiado preocupados con la epidemia de los poderes de araña para ayudar. La nueva Madame Web se acerca a Spider-Girl y le dice que para bien o para mal, ella tiene que formar equipo con su enemigo. En su lucha en contra de The Sisterhood of the Wasp, su reina revela que han desarrollado un veneno para matar a todas las personas en Manhattan con poderes de araña. Spider-Girl, Hobgoblin, Kingpin, y The Hand luchan contra The Sisterhood of the Wasp hasta que Spider-Girl se da cuenta de lo que Madam Web quería decir al pelear junto con su enemigo. Ella pone a todos en la lucha contra las Avispas para ayudar temporalmente a las Avispas en la lucha contra la invasión de araña para que las arañas no puedan ayudar a la Reina. Esto permite a Spider-Man y Los Vengadores derrotar a la reina sin ser sometidos por las arañas.

### Vengadores
Anya es parte de la nueva clase de estudiantes cuando la Avengers Academy se traslada a la antigua sede de la costa oeste de los vengadores.
Durante el crossover de Inhumanity, Anya obtiene ayuda de varios Vengadores (Spider-Woman, Black Widow, Hulk, y Wolverine) cuando trata de localizar a su profesor de estudios sociales, que ha entrado en un capullo Inhumano, y luego es secuestrado.

## Poderes y habilidades

### Como Araña
Araña originalmente poseía una fuerza mejorada a 3 toneladas, velocidad, reflejos / reacciones, agilidad, coordinación, equilibrio y resistencia. Ella tenía la capacidad de adherirse a las paredes, al brotar un exoesqueleto de araña alrededor de su cuerpo que mejora estas capacidades y la protegía de daños. Mientras que su exoesqueleto fue más tarde arrancado por Doomsday Man, ella retuvo sus poderes primarios. Araña inventó garfios en forma de araña, que utilizaba para balancearse de los edificios, o como armas de látigo, aunque ella ha encontrado que son más difícil de usar desde que perdió sus habilidades.

### Como Spider-Girl
En una entrevista con Newsarama, escritor Paul Tobin declaró que como Spider-Girl, el personaje carece inicialmente de superpoderes, pero Tobin dijo que "mantenerse alejada de sentirse paralizado por cualquier pérdida de potencia, es seguro en su mente, pero Anya es un personaje que quiere centrarse en lo que puede hacer ...". ("staying away from having her feel crippled by any power loss; it's for sure on her mind, but Anya is a character that wants to focus on what she can do... ".) Sin embargo, Tobin reveló que ella recupera sus poderes en la historia de "Spider-Island". A Anya se le da una copia de los poderes de Spider-Man de Jackal, junto con la totalidad de la población no sobrehumana de Nuevo York, en el arco de la historia de Spider Island. Anya se somete a la cura de toda la isla, pero se demuestra que ella todavía conserva su copia de los poderes de Spider-Man, como se le ve más tarde usando la telaraña orgánica para columpiarse entre los edificios.

## Otras versiones

### Marvel Team-Up:League of Losers
Araña cuenta con un arco de Marvel Team-Up vol. 3 de Robert Kirkman que ofrece un grupo de superhéroes de clase C apodado "The League of Losers". Un grupo de héroes, incluyendo Araña, Darkhawk, Dagger, Gravity, X-23, Sleepwalker y Terror ir hacia el futuro para evitar que el villano Chronok robe la máquina del tiempo de Reed Richards, (Chronok llega al presente después de matar a todos los héroes principales de Marvel). Araña sin embargo, muere en una explosión mientras que el equipo busca una máquina del tiempo para que puedan viajar al futuro. El resto del equipo tiene éxito, y Chronok es derrotado. Debido al método del Universo Marvel para resolver paradojas de viaje en el tiempo, esta historia tiene lugar en una realidad alternativa.

### What If? Spider-Man: Grim Hunt
En What If? Spider-Man: Grim Hunt, una posibilidad alternativa para los acontecimientos de Grim Hunt comienza con la decisión de Spider-Man de matar a Kraven. Araña, marcada por cosas que no debería haber visto es transportada por la nueva Madame Web a su residencia. Más tarde Madame Web aparece en su habitación en el medio de la noche pidiéndole a Anya ser Spider-Girl. Anya rechaza la propuesta porque ella está preocupada de que si ella lucha contra Peter, ella hará la misma decisión que el tomo. En medio de la batalla Madame Web se teletransporta a sí misma para conseguir que Araña enfrente y derrote a Peter. Peter termina cegado por una escopeta que estaba tratando de utilizar en ella. Araña asume el control como la araña de cabeza mientras que Peter queda permanentemente ciego y distante de Mary Jane.

## En otros medios

### Televisión
- Anya Corazon hace su debut animado en Spider-Man,[45] con la voz de Melanie Minichino. Esta versión es un personaje central junto a Peter Parker, Miles Morales, Gwen Stacy (con quien es la mejor amiga) y Harry Osborn. Presentada en la primera temporada, se la representa como una de las mejores estudiantes de Horizon High antes de asumir el alias de Spider-Girl en la segunda temporada.
- Anya Corazon como Spider-Girl aparece en Marvel Super Hero Adventures, con la voz de Gigi Saul Guerrero.

### Cine
- Anya Corazon / Araña / Spider-Girl en el largometraje animado Spider-Man: Across the Spider-Verse (2023) como miembros de la Spider-Society de Miguel O'Hara.[46][47]
  - Una versión alterna de aspecto robusta y contextura fuerte de un particular cabello corto [48] aparece como uno de los primeros Spider-People en perseguir a Miles Morales, vistiendo su característico exoesqueleto protector en forma de caparazón azul sobre un chaleco blanco y negro después de que Miguel señala a Miles escondido en la parte posterior de Max Borne/Spider-Man 2211.
- Anya Corazon aparece en la película del Universo Spider-Man de Sony (USS) Madame Web, interpretada por Isabela Merced.[49]Una adolescente que vive sola en la ciudad de Nueva York después de que su padre fue deportado de los Estados Unidos, está siendo perseguida por Ezekiel Sims, quien tiene visiones de Anya, Julia Cornwall y Mattie Franklin convirtiéndose en Spider-Women y matándolo. Las tres son salvadas en el metro por Cassandra Webb, quien también tiene visiones y ve a las tres siendo asesinadas por Ezekiel, y escapa con ellas a un bosque. Mientras Cassandra regresa a casa para encontrar respuestas sobre sus nuevos poderes, Anya, Julia y Mattie van a un restaurante, donde Ezekiel las encuentra. Cassandra las salva nuevamente, quien los lleva a un motel y llama a su amigo Ben Parker para que los deje quedarse con él por un tiempo. Mientras llevaba a su cuñada embarazada Mary Parker con las tres al hospital mientras estaba de parto, Ezekiel las encuentra una vez más. Cassandra los encuentra y lleva a Anya, Julia y Mattie a un almacén lleno de fuegos artificiales. Se produce una pelea en el lugar con Ezekiel, quien finalmente es asesinado por una trampa de Cassandra, contradiciendo sus visiones. Como resultado de la pelea, Cassandra queda ciega y atada a una silla de ruedas, pero Anya, Julia y Mattie la visitan en el hospital y luego, cuando le dan el alta, tienen un lanzamiento en su apartamento, donde Cassandra tiene una visión de ella y las tres chicas siendo superheroínas.

### Videojuegos
- Anya aparece en varias cartas en el juego de cartas móvil Marvel: War of Heroes.
- Anya Corazon se puede jugar entre otras arañas en Spider-Man Unlimited.
- Anya Corazon es jugable en Marvel: Avengers Alliance, aparece por primera vez como una recompensa PVP.
- Anya Corazon como Spider-Girl vestida con su disfraz de Araña aparece como personaje jugable en Marvel Avengers Academy, con la voz de Daisy Guevera.

## Estado como la primera superheroína Latina
Araña como primer superhéroe hispano de Marvel. Sin embargo, ella fue precedida por El Águila, Cecilia Reyes, Feral, Firebird, Living Lightning, Skin, Spider-Man 2099, White Tiger, Robbie Reyes, Angela Del Toro, Sunspot, y La Bandera.

## Ediciones recogidas
- Araña Collections
  - Araña Vol. 1: Heart of the Spider (Amazing Fantasy #1-6, tapa blanda ISBN 978-0-7851-1506-9)
  - Araña Vol. 2: The Beginning (Araña #1-6, tapa blanda ISBN 978-0-7851-1719-3)
  - Araña Vol. 3: Night of the Hunter (Araña #7-12, tapa blanda ISBN 978-0785118534)

- Spider-Man: Grim Hunt (Amazing Spider-Man: Extra! #3, Web of Spider-Man # 7 y Amazing Spider-Man #634-637, tapa dura ISBN 978-0-7851-4617-9, tapa blanda ISBN 978-0785146186)

- Young Allies: Volume 1 (Young Allies #1-6, Firestar #1 y parte de Age of Heroes #2, tapa blanda ISBN ISBN 0-7851-4868-X)

- Spider-Girl Vol. 1: Family Values (Spider-Girl #1-8 y Amazing Spider-Man #648, tapa blanda ISBN 978-0-7851-4694-0)

- Spider-Island: Companion (The Amazing Spider-Girl #1-3, Spider-Island: Cloak & Dagger #1-3, Spider-Island: Deadly Hands of Kung Fu #1-3, Herc # 7-8, Spider-Island: Avengers #1, Spider-Island: Spider-Woman #1, Spider-Island: I Love New York City, Black Panther #524, Spider-Island: Heroes For Hire #1, tapa dura ISBN 978-0-7851-6228-5, tapa blanda ISBN 978-0-7851-6229-2)